# Gliese 876 c
Gliese 876 c je exoplaneta obíhající kolem červeného trpaslíka Gliese 876. Oběžná dráha trvá 30 dní. Planeta byla objevena v dubnu 2001 a je druhou nejbližší planetou od své mateřské hvězdy.

## Objevení
V době objevu bylo známo, že kolem hvězdy Gliese 876 obíhá extrasolární planeta označená Gliese 876 b. Dne 9. ledna 2001 bylo oznámeno, že pomocí analýzy hvězdné radiální rychlosti byla odhalena existence druhé planety v systému, která byla označena jako Gliese 876 c. Doba oběhu exoplanety Gliese 876 c představuje přesně polovinu doby oběhu vnější planety Gliese 876 b, což znamenalo, že hodnoty z měření radiální rychlosti druhé planety Gliese 876 b byly zpočátku interpretovány jako vyšší excentricita orbitu planety Gliese 876 b.

## Oběžná dráha a hmotnost

Oběžné dráhy planet Gliese 876. Gliese 876 c je druhá planeta od hvězdy.

Gliese 876 c je v Laplaceově rezonanci s vnějšími planetami Gliese 876 b a Gliese 876 e; pro každou orbitu planety e planeta b dokončí dvě orbity a planeta c dokončí čtyři. To vede k silným gravitačním interakcím mezi planetami, které jsou příčinou rychle měnit elementy dráhy a obíhat precesi. Tento systém je druhý známý příklad Laplaceovy rezonance, první z nich jsou Jupiterovy měsíce Io, Europa a Ganymede.
Osa orbitálního semimajoru je pouze 0,13 AU, což je přibližně třetina průměrné vzdálenosti mezi Merkurem a Sluncem, a je excentričtější než oběžné dráhy kterékoli z hlavních planet naší sluneční soustavy. Přesto se nachází ve vnitřních oblastech obyvatelné zóny systému, protože Gliese 876 je takovou hvězdnou slabou hvězdou.
Omezení metody radiální rychlosti použité k detekci Gliese 876 c spočívá v tom, že lze získat pouze spodní hranici hmotnosti planety. Je to proto, že naměřená hodnota hmotnosti závisí na sklonu orbity, která není určována měřením radiální rychlosti. Avšak v rezonančním systému, jako je Gliese 876, lze gravitační interakce mezi planetami použít ke stanovení skutečných hmot. Pomocí této metody lze určit sklon orbity a odhalit skutečnou hmotnost planety 0,72krát větší než Jupiter.

## Vlastnosti

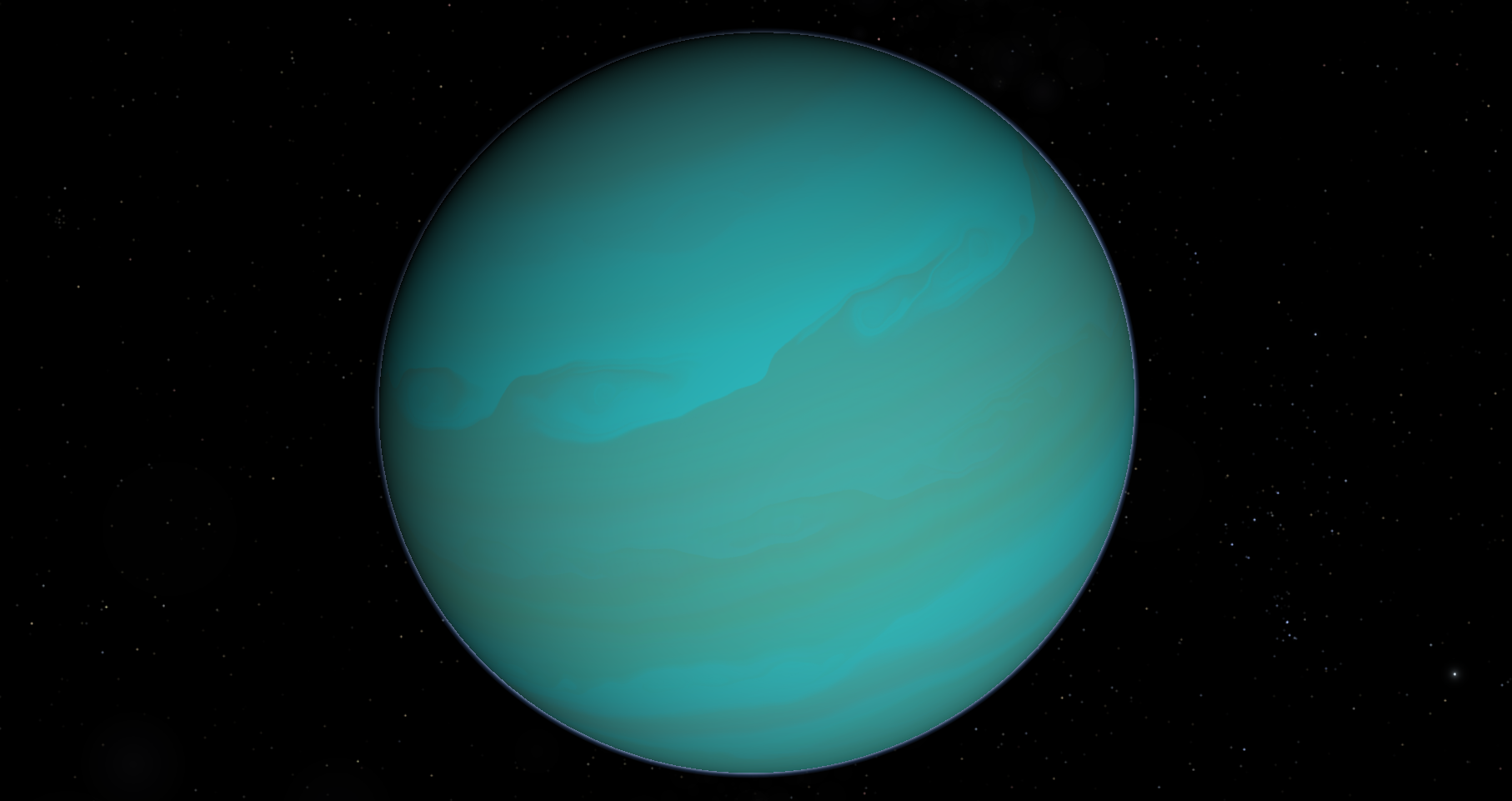
Planeta Gilese 876 c

Na základě své vysoké hmotnosti je Gliese 876 c pravděpodobně plynný obr bez pevného povrchu. Protože byla detekována nepřímo přes jeho gravitační účinky na hvězdu, vlastnosti jako jeho poloměr, složení a teplota jsou neznámé. Předpokládáme-li složení podobné Jupiteru a prostředí blízké chemické rovnováze, předpovídá se, že planeta bude mít bezmračnou horní atmosféru.
Gliese 876 c leží na vnitřním okraji obyvatelné zóny systému. Zatímco vyhlídky na život na plynných obrech nejsou známy, je možné, že velký měsíc na planetě poskytne obyvatelné prostředí. Naneštěstí přílivové interakce mezi hypotetickým měsícem, planetou a hvězdou mohly zničit měsíce dostatečně masivní, aby byly po celý život systému obyvatelné. Kromě toho není jasné, zda by se takové měsíce mohly nejprve vytvořit.
Tato planeta, stejně jako planety b a e, pravděpodobně migrovala dovnitř.